# Wielertoerisme
Wielertoerisme is een vrijetijdsactiviteit buitenshuis waarbij liefhebbers in groep of alleen recreatief met de (race)fiets op de weg rijden, maar wel typisch in ritten in clubverband. Deze recreatiesport is de laatste jaren erg populair geworden, vooral in Vlaanderen en in mindere mate in Nederland. In Italië en Frankrijk is het fenomeen al langer bekend. Daar worden al enkele jaren zelfs competitieve regelmatigheidscriteria georganiseerd, zoals de Prestigio-serie of de Grand Trophée. Daarom wordt er tegenwoordig een onderscheid gemaakt tussen toertochten (randonnée) en cyclosportieve. De eerste groep is niet-competitief, de tweede wel. 
In België is in de meeste gemeenten minstens één wielertoeristenclub (WTC) die minstens jaarlijks een grote wielertoeristenrit organiseert. Zo'n rit is bewegwijzerd, in lusvorm met verschillende mogelijke afstanden, en is open voor deelnemers buiten de club. Daardoor kan er elk weekend gekozen worden uit vele georganiseerde ritten op de kalender van een van de koepelorganisaties. In Nederland is de NTFU de koepelorganisatie, met een kalender van meer dan 2.500 toertochten.
Deelnemers kiezen zelf of ze individueel of met hun eigen groep fietsen, met een vrije start binnen bepaalde uren, Een alternatief is de sterrit, waarbij elke deelnemer of groep vanuit het eigen vertrekpunt naar één centraal doel fietst. Meestal wordt bij deelname aan een rit een stempel verdiend, waarbij de leden (of de club als geheel) proberen zo goed mogelijk te scoren op aantal deelnames gedurende het seizoen. 
Naast de vele gewone georganiseerde tochten zijn er grotere evenementen. Een bekende wielertoeristentocht is de Ronde van Vlaanderen voor Wielertoeristen die ieder jaar daags voor de Ronde van Vlaanderen georganiseerd wordt op hetzelfde parcours en beklimmingen als de wielerklassieker. Van deze tocht komt de meerderheid van de deelnemers uit het buitenland. Andere wielertoeristentochten gebaseerd op Belgische profwedstrijden, zijn Omloop het Nieuwsblad, E3-prijs in Harelbeke, Dwars door Vlaanderen, de Scheldeprijs, De Brabantse Pijl en de Waalse Pijl. In Nederland wordt hetzelfde georganiseerd daags voor de Amstel Gold Race. 
In de winter organiseren de wielertoeristenclubs als alternatief veldtoertochten (VTT) of mountainbikeritten, die deels over onverharde wegen gaan en gemiddeld korter zijn. Een nieuwe variant zijn gravelritten, die zowel over verharde als halfverharde wegen gaan. 
Naast de grote georganiseerde ritten rijden vele wielertoeristenclubs op bepaalde dagen in de week een rit met hun eigen groep. 
Vaak is de gemiddelde leeftijd van de wielertoerist iets hoger dan bij andere sporten, wat deels verklaard kan worden door de hoge instapkosten. Hoewel er dikwijls weinig of geen lidgeld betaald moet worden, is de aankoop van een degelijke racefiets en gepaste wielerkledij vaak een dure zaak. Hoewel er formeel geen speciale eisen gesteld worden aan de fiets, is het wel de gewoonte om met een racefiets te rijden zoals in het wegwielrennen. Gewoonlijk rijden de leden van een wielertoeristenclub met dezelfde wielerkledij in clubkleuren, met sponsornaam. 
Naast de wielertoeristenclubs bestaan ook nog vele informele vriendengroepen die afspreken om hun eigen ritjes te rijden of die meedoen aan de georganiseerde ritten. 
Ook in Duitsland en Oostenrijk worden er dankzij de financiële steun van T-Mobile verschillende zogenaamde jedermann-wedstrijden gehouden. De meeste zijn ook hier gegroepeerd in een Serie. 

## "Wielerterrorist"
Sommige wielertoeristen bezorgen de sport een slechte reputatie door, meestal in een groep, zeer snel over gewone fietspaden te razen, daarbij de gewone recreatieve fietser hinderend. Soms hebben ze ook geen fietsbel en duiken dan plots op. Vooral gezinnen met (kleine) kinderen ondervinden daar last van. Op het jaagpad van de Scheldedijk werden in juni 2013 zelfs ribbelstroken aangelegd om de snelheid van de (spottend genoemde) "wielerterroristen" af te remmen. De maatregel schoot zijn doel voorbij, doordat (vooral) ook andere fietsers daar hinder van ondervinden. In plaats daarvan werd door de Vlaamse regering een hoffelijkheidscode van de wielertoerist opgesteld, met een campagne om zoveel mogelijk wielertoeristen(clubs) achter het initiatief te krijgen.